# غرفة خلفية
غرفة خلفيّة هو الكتاب الثاني للقاصة والمدونة السعودية هديل الحضيف. طبع ونشر بعد وفاتها، حيث صدر لأوّل مرة في عام 2009 عن دار وهج الحياة للنشر في الرياض.

## حول الكتاب
«غرفة خلفية» عبارة عن مجموعة نصوص مختلفة كتبتها ونشرتها «هديل الحضيف» في مُدوِّنتها. كانت «هديل» أوّل مُدوِّنة سعودية عُرِفت عبر الشبكة العنكبوتية بمدونتها التي تميزت بالأسلوب الراقي في تاريخ المدونات السعودية، وبلغ عمر المدونة ما يقارب الستة أعوام حتى وفاة «هديل» في أيّار سنة 2008. وقد إحتوت مدونتها على الكثير من كتاباتها التي جُمِعت ونُقِّحت في كتاب «غرفة خلفية» تم الإعلان عن إصداره في 25 شباط 2009, عبر موقع والدها د.محمد الحضيف وتم توزيعه لأول مرّة في معرض الرياض الدولي للكتاب لعام 2009.

## إقتباسات من الكتاب
تحت عنوان «مبرر» كتبت «هديل الحضيف» في مدونتها لوصف «غرفة خلفيّة»(مدونة أخرى ضمن مُدوِّنتها الرئيسية):
| غرفة خلفية | فقط, لأني كدتُ أفقدني في صخب الشارع الأمامي.. آثرت أن تكوني لي غرفتي البعيدة, التي آوي إليها كلما ران عليّ التعب, أو نال مني الموت. | غرفة خلفية |